# James Quibell
James Edward Quibell (11. studenog 1867. – 5. lipnja 1935.) bio je britanski egiptolog.
Quibbell rođen je u Newportu, Shropshire. Oženio se škotskom umjetnicom i arheologinjom Annie Abernethie Pirie 1900. godine.
Školovao se u Adamskoj gimnaziji i Christ Church u Oxfordu. Postao je fasciniran starinama, a kao učenik ponudio se za šegrta profesoru Flindersu Petrieju, s kojim je radio u Coptosu 1893., zatim u Nagadi, Buleasu, Tebi, El Kabu i Hierakonpolisu u narednim godinama, uključujući Koptos i Ballas, Ramesseum i Hierakonpolis. Pomagao je i Cecilu Firthu u svojim iskopavanjima u Saqqari. Između 1899. i 1904., Bio je i glavni inspektor za starine Delte i Srednjeg Egipta (Howard Carter, koji je bio glavni inspektor u Luksoru, bio je njegova suprotnost). Kasnije, između 1904. i 1905., postavljen je za glavnog inspektora u Saqqari. Između 1914. i 1923. bio je čuvar muzeja u Kairu, a u razdoblju od 1931 do 1935., bio je voditelj iskopavanja na Džozerovoj piramidi.
Nakon šestomjesečnog studija na Sveučilištu u Humboldtu u Berlinu, imenovan je u Katalošku komisiju Egipatskog muzeja, a 1899. godine kao inspektor osoblja osoblja Odjela za starine, a kolega mu je bio Howard Carter.
Radio je u Saqqari, u Dolini kraljeva gdje je otkrio grob Juje i Tjuju-a 1905., te u Hierakonpolisu drevni Nekhen, gdje je, između ostalih otkrića, njegov tim pronašao paletu Narmer 1898. godine. Iste godine postao je inspektor Službe za antikvitete za područja delte i srednjeg Egipta. Kasnije je služio kao ravnatelj egipatskog muzeja od 1914. do 1923. i glavni tajnik Službe za antikvitete do 1925. kad se povukao u mirovinu.